# Lowell (cráter)

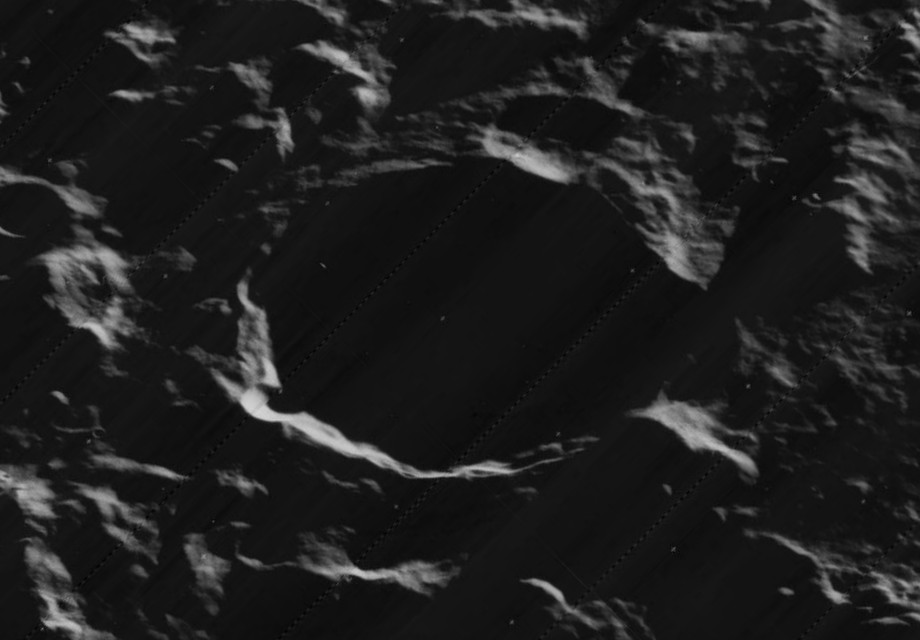
Vista oblicua desde el Lunar Orbiter 5 durante el paso del terminador

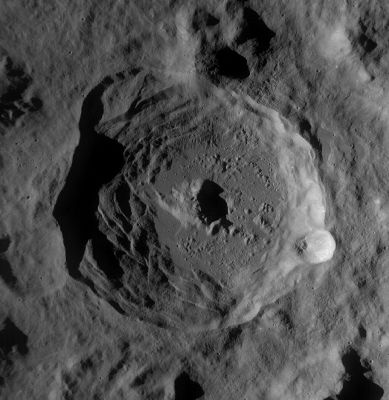
Fotografía de la misión Lunar Reconnaissance Orbiter

Lowell es un cráter de impacto que se encuentra justo más allá de la extremidad occidental de la Luna. Está incrustado en la parte noroccidental del anillo de montañas formado por los Montes Rook sobre la cuenca de impacto del Mare Orientale. Esta porción de la cara oculta de la Luna queda algunas veces a la vista de la Tierra durante los períodos de libración y de iluminación favorables, aunque solo se ve su borde.
|  |

El cráter tiene un contorno circular, con un borde bien definido. Un pequeño cráter se encuentra en el límite oriental del borde. La pared interior es más ancha en el lado occidental, con algunas estructuras de aterrazadas. En el punto medio del cráter sobresale un pico central sobre el suelo interior.

## Cráteres satélite
Por convención estos elementos son identificados en los mapas lunares poniendo la letra en el lado del punto medio del cráter que está más cerca de Lowell.
|        | \| Lowell \| Coordenadas \| Diámetro \| \| ------ \| -------------------------------- \| -------- \| \| W \| 10°00′S 107°00′O / -10.0, -107.0 \| 18 km \| |          |
| Lowell | Coordenadas | Diámetro |
| W      | 10°00′S 107°00′O / -10.0, -107.0 | 18 km    |